# Panstenon australiense
Panstenon australiense är en stekelart som beskrevs av Girault 1913. Panstenon australiense ingår i släktet Panstenon och familjen puppglanssteklar. Inga underarter finns listade i Catalogue of Life.